# Sos pomidorowy

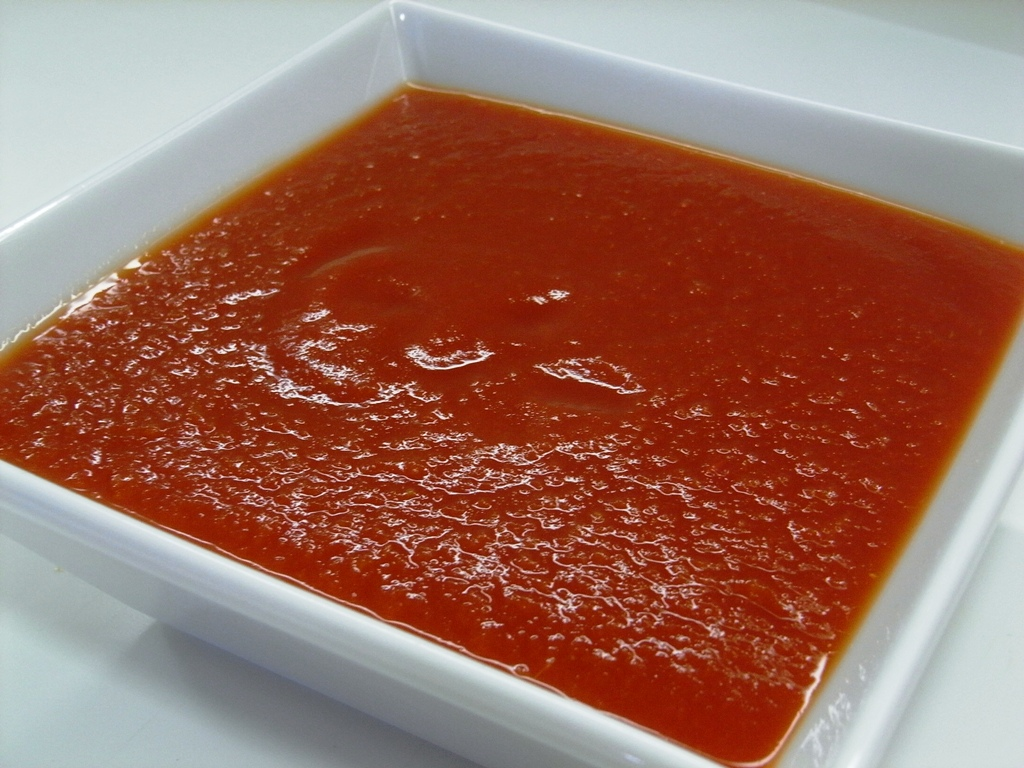
Sos pomidorowy

Sos pomidorowy – określenie dużej grupy sosów, których głównym składnikiem są pomidory. Sosy takie często poddawane są obróbce termicznej. Sos pomidorowy występuje w wielu regionalnych odmianach. Przyrządzany jest z duszonych pomidorów lub z wody i koncentratu pomidorowego. Jest dodatkiem do makaronu, pizzy, i innych potraw kuchni włoskiej. Oprócz pomidorów, sos pomidorowy może zawierać: bazylię, cebulę, czosnek, chili, tymianek. 
Sos z pomidorów zaczęto przyrządzać we Włoszech w XVIII w. i jego podstawowa receptura nie uległa zmianie. Powstały liczne modyfikacje, jak sosy puttanesca i arrabbiata, czy włosko-amerykański sos marinara. Szczególnym rodzajem sosu pomidorowego jest keczup.